# Gabourey Sidibe
Gabourey Sidibe (/ˈɡæbəˌreɪ ˈsɪdɪˌbeɪ/ GAB-ə-ray SID-i-bay; født 6. maj 1983) er en amerikansk skuespillerinde. Hun fik sit gennembrud i dramafilmen Precious, hvor hun spillede hovedrollen som Precious Jones. For denne rolle blev hun nomineret til en Oscar for bedste kvindelige hovedrolle og en Golden Globe for bedste kvindelige hovedrolle - Drama.

## Filmografi (udvalg)
- 2009 – Precious
- 2010–2013 – The Big C (TV-serie)
- 2011 – Tower Heist
- 2013 – American Horror Story: Coven (TV-serie)
- 2014 – White Bird In a Blizzard
- 2015 – Empire (TV-serie)
- 2020 – Antebellum